# Glossobalanus marginatus
Glossobalanus marginatus är en djurart som tillhör fylumet svalgsträngsdjur, och som beskrevs av Meek 1922. Glossobalanus marginatus ingår i släktet Glossobalanus och familjen Ptychoderidae. Arten är reproducerande i Sverige. Inga underarter finns listade i Catalogue of Life.